# Петров, Григорий Спиридонович
Григорий Спиридонович Петров (26 января [6 февраля] 1866, Ямбург — 18 июня 1925, Париж) — священник Русской православной церкви, общественный деятель, журналист, публицист и проповедник, широко известный в предреволюционной России. С 1920 года жил в эмиграции в Сербии. Там в 1923 году им была закончена публицистическая книга «Финляндия, страна белых лилий», которая в том же году была издана на сербском языке, а уже после смерти Петрова издавалась и много раз переиздавалась на разных языках (в том числе 16 раз на турецком языке).

## Биография
Григорий Петров родился в Ямбурге (сейчас — город Кингисепп Ленинградской области). Его считали сыном то мелкого торговца, то содержателя постоялого двора, то кабатчика, то пастуха. Максим Горький, который был с ним хорошо знаком, в письме Антону Чехову в 1905 году сообщал, что Петров — «сын кабатчика или буфетчика, и в детстве ничего, кроме матерщины, не слыхал, ничего, кроме пьяных, не видел».
Учился в Нарвской гимназии, затем поступил в Санкт-Петербургскую духовную семинарию, которую окончил в 1886 году и тогда же поступил в Санкт-Петербургскую духовную академию, которую окончил в 1891 году со степенью кандидата богословия с правом соискания степени магистра богословия без нового устного испытания.

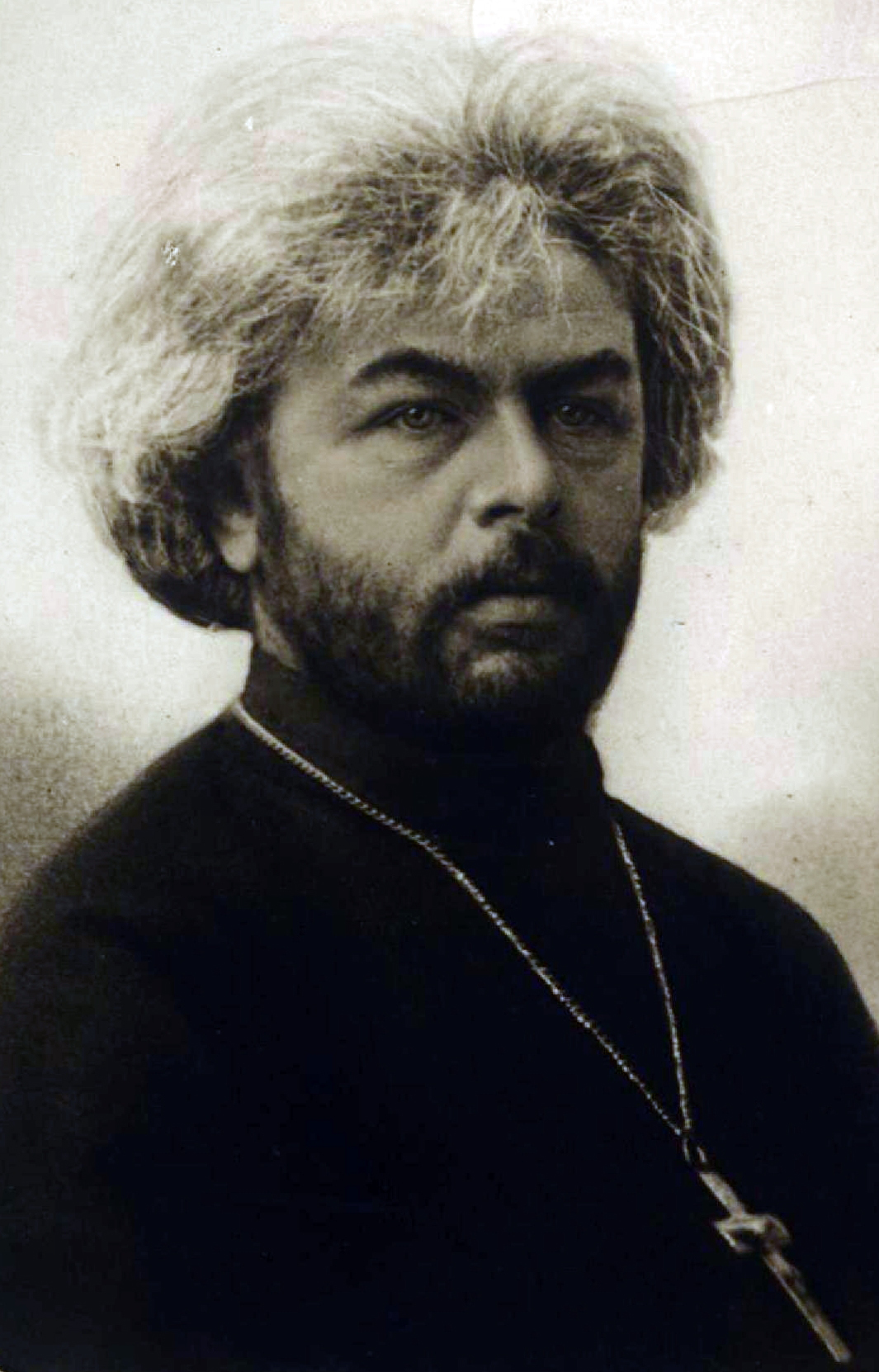
Григорий Петров

После этого начал читать лекции, в том числе в Михайловском артиллерийском училище, Пажеском корпусе, Александровском лицее, Политехническом институте, в различных гимназиях. Достаточно быстро Петров стал в Санкт-Петербурге очень популярным, а его публичные лекции привлекали толпы людей. Его книги продавались во многих книжных лавках и пользовались большим спросом.
В 1893 году получил место законоучителя и настоятеля церкви в Михайловском артиллерийском училище. В этой должности он пребывал в течение десяти лет, при этом последние годы перед его отстранением от должности в 1903 году были кульминационным пунктом его известности как проповедника.
Литературной деятельностью он начал заниматься ещё в семинарии, но внимание широких слоев читающей публики приобрел в 1898 году, когда вышел его труд «Евангелие как основа жизни», выдержавший около 20 изданий и переведённая на многие языки. Петров в этой книге призывал обратиться к Евангелию как к источнику знаний о том, как себя следует вести в повседневной жизни. Максим Горький в своём письме Антону Чехову писал об этой книге, что «в ней много души, ясной и глубоко верующей души… Её написал поп и так написал, как вообще попы не пишут».
Петров выпустил также целый ряд книжек духовно-нравственного содержания — «Школа и жизнь», «По стопам Христа» (части I и II), «Братья-писатели», «К свету!», «Божьи работники», «Апостолы трезвости», «Зерна добра» и другие, — из которых многие выдержали по несколько изданий. В 1900—1901 годах был фактическим редактором и почти единственным сотрудником журнала «Друг трезвости». В 1899—1917 годах Петров был деятельным сотрудником газеты «Русское Слово».
Сочинения Петрова резко отличались от подавляющего большинства произведений русских духовных писателей тем, что он выдвигал в них на первый план внутреннее нравственное содержание христианской религии — в противовес её внешней, обрядовой стороне. Кроме того, в своих трудах он касался различных областей жизни современного общества, подвергая многие явления резкой критике с точки зрения идеала праведной жизни, элементы которого он извлекал из евангельского учения. Его идеи имели много точек соприкосновения с нравственной проповедью Льва Толстого.
Тот же характер носили устные проповеди Петрова, пользующиеся не меньшей известностью, чем его печатные труды. Для слушания проповедей, которые он произносил в Михайловском артиллерийском училище, стекалось множество слушателей из разных классов общества, в том числе и немало представителей тех слоёв интеллигенции, которые вообще относились к религиозным вопросам равнодушно.

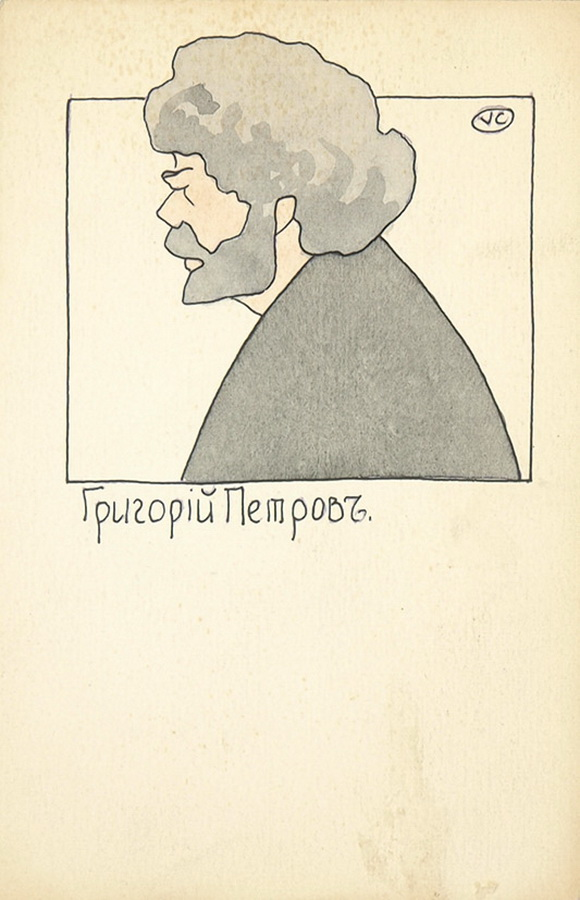
Член II-й Думы о. Григорий Петров. Рис. В. Каррика

Одним из поклонником Петрова был философ Василий Васильевич Розанов; в своей статье, посвящённой ему, Розанов приводил слова некоего генерала, сказавшего о Петрове: «Ещё немного лет назад Русь в свободный час сидела по трактирам, горланила пьяные песни… А теперь?! …Народ бежит сюда, … второй час стоит. Не присядет. Не волнуется, не ропщет. И это чтобы услышать несколько поучительных слов, — вовсе не поразительных, — слов обыкновенных». Петров в своих лекциях говорил о необходимости вернуться к изначальным евангельских идеалам, при этом говорил он на таком языке, который был всем понятен. Как пояснял Розанов, «он [Петров] имел мужество убрать из своих тем, из своих оборотов речи всё „интеллигентное“, всё сколько-нибудь затруднительное для понимания простецов…» Среди поклонников Петрова можно также отметить министра финансов России графа Сергея Юльевича Витте.
Весной 1902 года пытался уговорить революционера и террориста С. В. Балмашёва, приговорённого за убийство министра внутренних дел Д. С. Сипягина к смертной казни, написать прошение на Высочайшее имя о помиловании.

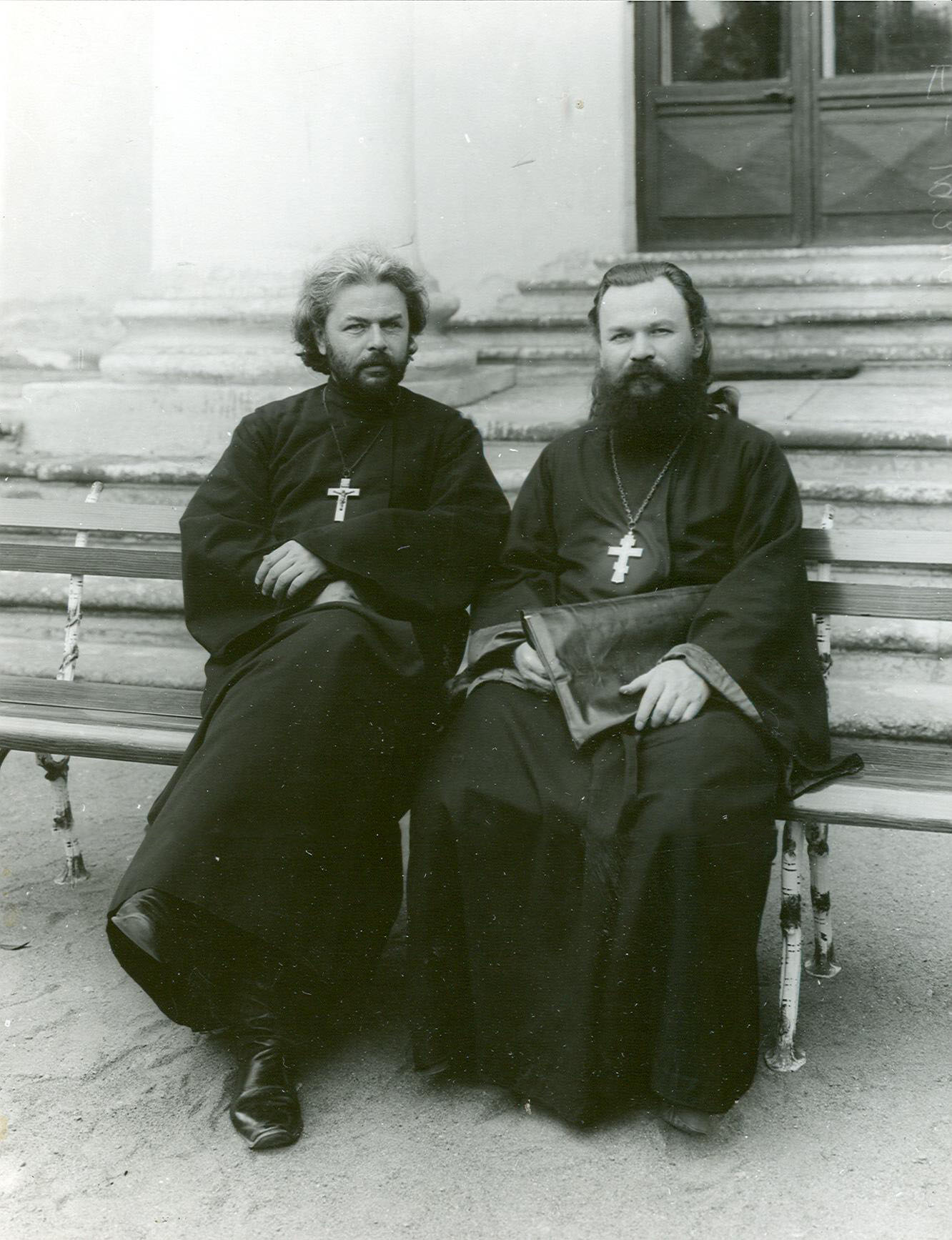
Во время работы II Государственной Думы с депутатом от Пермской губернии о. Константином Колокольниковым, позднее тоже лишённым сана.

Сочинения и речи Петрова создали ему репутацию «неблагонадежного» священника, и в 1903 году он был отставлен от места настоятеля и преподавателя. С 1 января 1906 года Петров состоял редактором газеты «Правда Божия», которая придерживалась умеренно-либерального направления, но тем не менее послужила мишенью для ожесточеннейших нападок со стороны реакционной печати и в июне 1906 года была приостановлена московской администрацией.
В 1907 году избран депутатом 2-й Государственной думы по списку Конституционно-демократической партии.
В том же году за критическое письмо митрополиту Антонию запрещён в служении и направлен на послушание в Череменецкий монастырь. В 1908 году лишён сана, из-за чего не мог жить в Санкт-Петербурге и ездил с лекциями по стране.
Архиепископ Серафим (Соболев) писал: «В январе месяце 1908 г. Св. Синод снял сан с Гр. Петрова. Это событие взволновало некоторую часть столичного духовенства. Было волнение по сему поводу и среди студентов Петербургской Духовной Академии. Тогда же протопресвитером о. Янышевым было созвано все столичное духовенство в зале Общества распространения религиозно-нравственного просвещения. На этом собрании пришлось быть и мне. О. Янышев прочитал письмо, которое было прислано ему от бывшего священника Григория Петрова. Последний писал: „Я не протестую против Синода за снятие с меня священнического сана, ибо я не верую во Христа, как Бога“».
В 1908 году Петров приехал на пару дней в Пенаты к художнику Илье Репину, и там был создан его портрет — «Портрет священника Г. С. Петрова» (оставшийся незаконченным, но сохранившийся до наших дней).

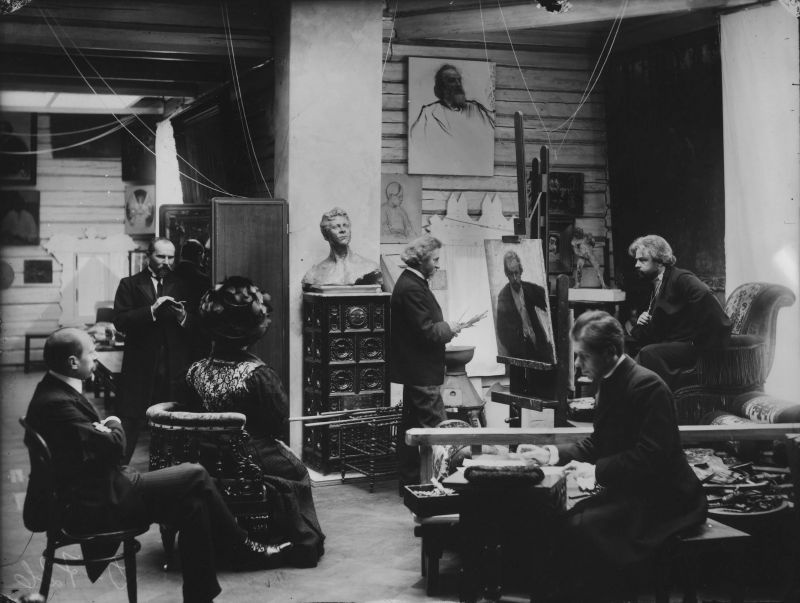
Илья Репин пишет портрет Г. С. Петрова, 1908

Петров приветствовал Февральскую революцию 1917 года, но осудил Октябрьскую революцию.
В литературе встречается утверждение, что Поместный собор 1917—1918 годов восстановил в сане митрополита Арсения (Мацеевича) и Григория Петрова. В действительности митрополит Арсений был восстановлен в сане только в 1921 году Священным Синодом, а Григорий Петров в сане восстановлен не был, тем более, что после его лишения он вступил во второй брак.
Сын Григория Петрова с благословения отца служил в Добровольческой армии и в мае 1919 года погиб под Керчью. В начале 1920 года, накануне оставления белыми Ростова-на-Дону, Григорий Петров читал здесь публичные лекции в пользу Комитета скорой помощи чинам Добровольческой армии.
В 1920 году Петров из Крыма в трюме парохода добрался до Константинополя, затем оказался в лагере беженцев в Галлиполи (сейчас — Гелиболу), затем в Триесте, затем в Белграде.
Жил в Болгарии и Сербии.
В 1923 году Петровым была закончена публицистическая книга, посвящённая Финляндии. Книга в значительной степени описывает Финляндию как образец для подражания, как живой пример для России, как страна, внутреннее устройство которой — и политическое, и экономическое, и культурное — по сравнению с другими странами является чуть ли не идеальным.
В том же году книга была издана на сербском языке под названием «Зидари живота» («Созидатели жизни»), а в 1925 году, уже после смерти автора, — на болгарском языке под названием «В страната на белите лилии» («В стране белых лилий»). Позже книга издавалась и много раз переиздавалась на разных языках под разными названиями; на турецком языке книга выдержала 16 изданий, на болгарском — 14. На русском языке книга впервые была издана в 2004 году под названием «Финляндия, страна белых лилий»
В начале июня 1925 года Григорий Петров приехал во Францию, в клинику Maison de Santé под Парижем, в которой работал его знакомый профессор Иван Павлович Алексинский. Однако проведённая операция выявила у Петрова неизлечимую раковую опухоль; 18 июня, сразу после операции, Григорий Спиридонович Петров скончался.
Тело Петрова было кремировано в Париже и отправлено в Сербию — вдове, Зинаиде Ивановне, которая жила в Панчево (рядом с Белградом). Вскоре она переехала в город Нови-Сад и похоронила прах мужа там на Успенском кладбище. В 1981 году стало известно, что на Успенском кладбище будет проведена перепланировка и участок с могилой Петрова будет снесён; дочь Петрова, Марина Григорьевна, которая в 1950-х годах переехала из Югославии в Германию, перенесла прах на кладбище Остфридхоф в Мюнхене.

## Основные труды
- Священник о. Григорий Петров. Храм св. Мирона. Церковь лейб-гвардии Егерского полка во имя священномученика Мирона. — СПб.: тип. Е. Евдокимова, 1896. — 83 с. Архивная копия от 3 марта 2017 на Wayback Machine
- Евангелие как основа жизни (1898) Архивная копия от 6 октября 2008 на Wayback Machine
  - (переиздано братством святого апостола Иоанна Богослова. М., 1997 с послесловием Александра Стрижева, а также баптистской ассоциацией «Духовное возрождение» М., 2004)
- Апостолы трезвости (1903)
- Божий путь: Сборник статей (1903)
- Божьи работники: Сборник статей (1903)
- Долой пьянство: Сборник статей (1903)
- Братья писатели
- Зерна добра: Сборник статей (1903)
- К свету! (1903)
- Люди-братья (1903)
- Школа и жизнь (1902)
- По стопам Христа (1904), вольный пересказ In His Steps[англ.] Charles Sheldon
- Беседы о Боге и Божией правде (1903)
- Божий путь (1904)
- Война и мир (1904)
- Не с того конца Архивная копия от 24 мая 2013 на Wayback Machine (1905)
- Запросы современной церкви Архивная копия от 22 декабря 2010 на Wayback Machine (1905)
- Церковь и общество (1906)
- Еврейское царство Архивная копия от 8 октября 2017 на Wayback Machine (1906)
- Камо грядеши? (1907)
- Думы и впечатления (1907)
- Искалеченная правда (1907)
- Язык жрецов (1907)
- Письмо священника Григория Петрова митрополиту Антонию (1908) Архивная копия от 2 декабря 2007 на Wayback Machine
- В защиту Лопахина // Русское слово. 1910. № 19
- Страна болот (Финляндские впечатления) Архивная копия от 1 июня 2017 на Wayback Machine (1910)
- Под чужим окном (1913)
- Наши пролежни (1913)
- Финляндия, страна белых лилий (1923, на русском языке книга впервые была издана в 2004 году)
  - Зидари живота («Созидатели жизни») (1923) (серб.)
  - В страната на белите лилии («В стране белых лилий») (1925) (болг.)
  - Ak Zambaklar Ülkesinde Finlandiya. Ankara, 2005; Beyaz Zambaklar Ülkesinde Bir Ulusun Dirilişi stanbul, 2008; Beyaz Zambaklar Ülkesinde. İstanbul, 2009; İdeal Öğretmen. İstanbul, 2005 (тур.)
- Болезни нашей культуры // Русские дни. София. 1923. № 38 (714)
- Искусство и жизнь. Балтийский альманах. 1924.
- Григорий Петров. Финляндия, страна белых лилий. — СПб.: Европейский Дом, 2004. — 184 с. — (Финляндия в России). — 1500 экз. — ISBN 5-8015-0164-9.